# Helvis d'Ibelin
Helvis d'Ibelin, née en 1182, morte entre juin 1216 et 1224, était fille de Balian d'Ibelin (1131-1193), seigneur de Yebna et de Nablus, et de Marie Comnène.
Elle épousa vers 1195 en premières noces Renaud Grenier († entre 1200 et 1204), comte de Sidon, et eut :
- Balian Grenier († 1240), comte de Sidon
- Agnès, mariée à Raoul de Saint-Omer, seigneur de Galilée.
- Euphémie, mariée à Odon de Saint-Omer.

Veuve, elle se remaria en secondes noces en 1205 avec Guy de Montfort († 1228), seigneur de Castres, et eut :
- Philippe de Montfort († 1270), seigneur de Castres, puis de Tyr et de Toron.
- Pernelle, nonne à l'abbaye Saint-Antoine des Champs à Paris.
- Florence, nonne.

En 1210, à la majorité de Balian, Guy repartit en Europe, rejoint son frère Simon IV de Montfort en Occitanie, et devient seigneur de Castres. Le 1er juin 1216, il fait une donation à l’ecclesiæ de Pruliano, avec le consentement de son uxoris Alicis Sidoniæ dominæ : cette dernière est donc encore vivante à cette date. Mais Guy de Montfort est remarié à Briende de Beynes en 1224.